# Rower składany
Rower składany (potocznie składak) – rower o zmniejszonych rozmiarach, który można łatwo jeszcze zmniejszyć na czas transportowania lub przechowywania. Zmniejszenie rozmiarów uzyskuje się poprzez stosowanie kół o mniejszej średnicy i mniejszej ramie. Składanie obejmuje zwykle obniżanie kierownicy i siodełka oraz czasami składanie ramy.
Większość rowerów składanych posiada współcześnie, niewielkie, 14–24-calowe koła, można je błyskawicznie złożyć do rozmiarów walizki, co umożliwia ich łatwe transportowanie nawet w bardzo zatłoczonych środkach transportu publicznego. Są szczególnie popularne w wielkich aglomeracjach miejskich (zwłaszcza w Londynie, Nowym Jorku i Tokio) jako pojazd, służący do krótkich przejazdów od stacji metra do domu i miejsca pracy. Większość tych rowerów bazuje na konstrukcji „Bromptona”, roweru zaprojektowanego w 1975 r. przez Anglika, Andrew Ritchie.
Oprócz składanych rowerów miejskich wielu producentów sprzedaje też składane rowery najrozmaitszych typów – poczynając od składanych rowerów górskich, przez rowery do zastosowań dla wojska i służb specjalnych (ze słynnym „Paratrooperem” na czele), a kończąc na składanych „Holendrach”, a nawet kolarskich rowerach szosowych.
Oprócz podstawowej zalety roweru składanego – czyli możliwości jego szybkiego złożenia i rozłożenia, rower ten zwykle posiada kilka wad, które powodują, że nie jest on zbyt popularny:
- jest cięższy od analogicznych rowerów nieskładanych
- jest mniej trwały
- dobrej jakości rowery składane są dość drogie
- złej jakości rowery składane są niebezpieczne w użyciu a ich składanie jest bardzo kłopotliwe.

## Historia

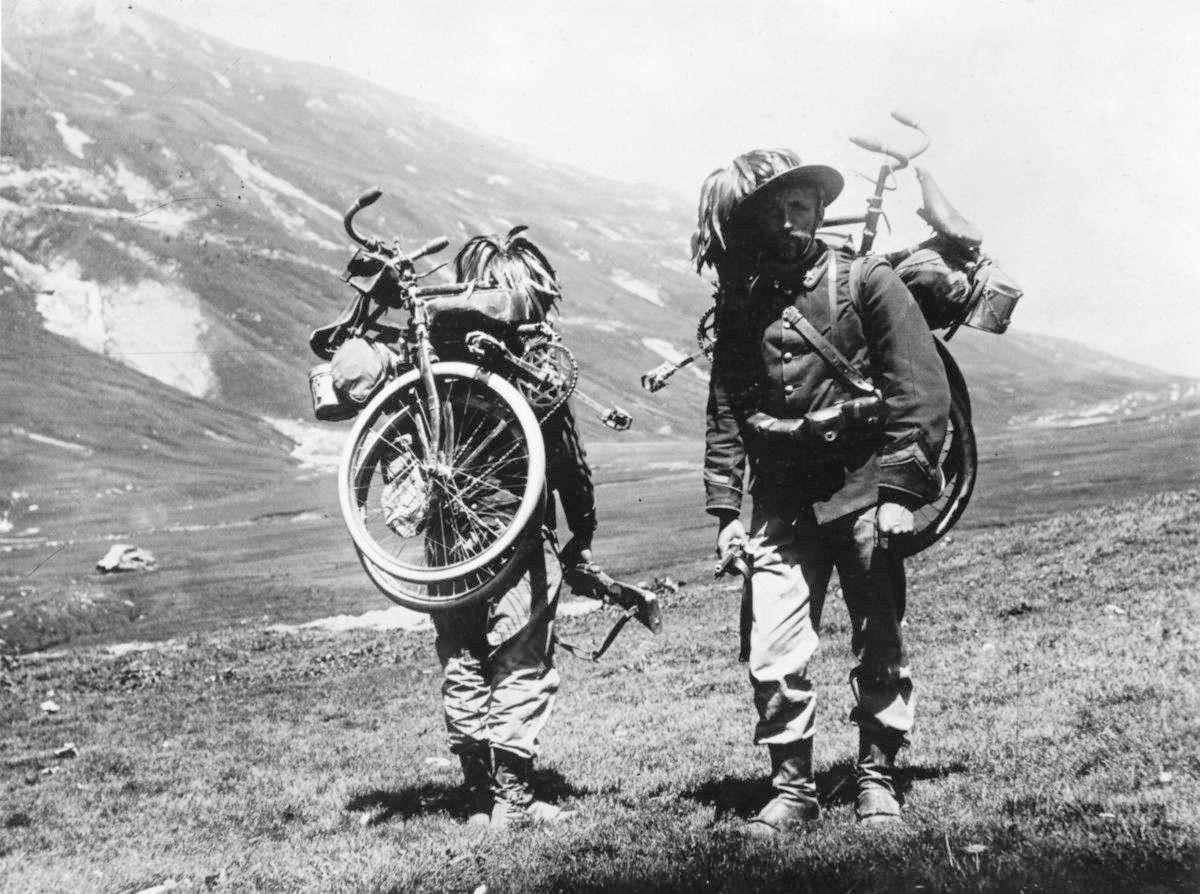
Bersalierzy z rowerami składanymi w charakterystycznym nakryciu głowy

Nie wiadomo dokładnie, kiedy powstał pierwszy rower składany. Według holenderskiej encyklopedii rowerów z 1967 r. (Geschiedenis van de fiets, Alkmaar, 1967) pierwsza dobrze udokumentowana konstrukcja roweru „świadomie składanego” powstała w 1900 r. dla potrzeb armii holenderskiej. Był to rower na bazie tradycyjnego roweru miejskiego (tzw. „holendra”), który posiadał łatwe do rozmontowania koła, kierownicę i siodełko oraz zawias na głównej ramie umożliwiający zmniejszenie jej rozmiarów mniej więcej o połowę. Na podobnych rowerach jeździły też (i nadal jeżdżą) oddziały rowerowe armii szwajcarskiej oraz podobnymi rowerami posługiwali się żołnierze niemieccy, francuscy i brytyjscy w czasie I wojny światowej.
Rowery składane, ze względu na wysoką cenę, nie przyjęły się w zastosowaniach cywilnych aż do lat 50. XX w. Dopiero w połowie lat 50. firma Bickerton wypuściła na rynek rower składany na kołach 18-calowych, który stał się dość popularny w Wielkiej Brytanii. Po sukcesie tego modelu w latach 60. XX w. znalazł on wielu naśladowców na całym świecie, w tym w Polsce (seria rowerów Wigry). Rowery te posiadały jednak dość prymitywną konstrukcję, były ciężkie, a ich składanie było bardzo kłopotliwe, gdyż wiązało się odkręcaniem przy pomocy kluczy kilku śrub blokujących zawias na ramie. 
Sytuacja zmieniła się dopiero w 1975, kiedy to Andrew Riche wyeliminował większość wad Bickertona. Zmniejszył on rozmiar kół do „dziecinnego rozmiaru” 16 cali, skonstruował zawias uchylny, który można złożyć „jednym ruchem” bez konieczności stosowania narzędzi i tak skonstruował ramę, siodełko i kierownicę, że po złożeniu cały rower przyjmuje kształt niewielkiej walizki. Powstał w ten sposób rower o nazwie „Brompton”, który jest produkowany do dzisiaj i na którym wzoruje się większość współczesnych producentów miejskich rowerów składanych.
Brompton stał się w latach 70. i 80. XX w. bardzo popularny w Londynie, Tokio, Nowym Jorku i innych wielkich metropoliach, zwłaszcza na Dalekim Wschodzie. Jego popularność zmniejszyło dopiero rozpowszechnienie się mody na deskorolki i rolki, z pomocą których w jeszcze prostszy sposób można realizować krótkie podróże od przystanków i stacji transportu publicznego do miejsc docelowych w miastach.
Rowery składane znalazły jednak w latach 80. i 90. XX w. kolejną niszę rynkową – właścicieli jachtów i przyczep kempingowych, którzy używają ich w wakacje do odbywania krótkich podróży wokół kempingów i przystani jachtowych. Kilku producentów samochodów, (m.in. Mercedes, Porsche, BMW, Renault) oferuje też nabywcom nowych samochodów konstruowane przez siebie wysokiej jakości rowery składane, „idealnie dopasowane” do rozmiarów i kształtu bagażników samochodowych, najczęściej bezpłatnie w ramach akcji promocyjnych.
Największym producentem rowerów składanych są jednak obecnie firmy z Tajwanu – zwłaszcza Giant, Dahon i Montague, która swoje korzenie ma USA w mieście Cambridge, MA. Dahon posiada całą paletę modeli rowerów składanych – od miejskich i dziecięcych po rowery szosowe. Z kolei Montague jest producentem pełnowymiarowych składanych rowerów górskich i miejskich.
Składane rowery wracają do łask dzięki przełomowym technologiom zastosowanym w rowerze górskim Paratrooper opracowanym dla amerykańskich sił specjalnych i piechoty morskiej. Jego cywilne odmiany serii Montague i Swissbike na kołach „26” i „28” zrewolucjonizowały rynek rowerów składanych. Pełnowymiarowe rowery górskie o unikatowej technologii składania (rama nie jest „łamana”) umożliwiającej rozłożenie/złożenie roweru w czasie około 20 sekund bez użycia żadnych narzędzi (opatentowane technologie CLIX, FIX) są alternatywą wobec rowerów górskich przewożonych na samochodowych bagażnikach rowerowych. Rowery Paratrooper i ich cywilne odmiany można bez problemu schować w bagażniku auta, na tylnym siedzeniu, przewieźć w tramwaju, pociągu, metrze czy samolocie.

## Rowery składane w Polsce
W Polsce moda na rowery składane pojawiła się gdy firma ZZR „Romet” wypuściła pod koniec lat 60. XX w. serię rowerów na kołach 20-calowych o nazwie „Karat”. Konstrukcja tych rowerów była skopiowana z brytyjskiego Bickertona i posiadała te same wady. „Składalność” Karata sprowadzała się w zasadzie do istnienia jednego, topornego zawiasu zamykanego na 2 śruby (W późniejszych wersjach na jedną), do których odkręcenia potrzebny był klucz (później zastosowano nakrętki motylkowe, a następnie, stosowany do dziś, zawias dźwigniowy). Zawias ten znajdował się w mniej więcej połowie długości dolnej rury ramy. W latach 70. XX w. pojawiła się cała seria składanych rowerów o różnych rozmiarach kół i ram, które wszystkie razem określane były mianem „składaków”. 
Do najbardziej znanych produkowanych w Polsce zaliczają się:
- Karat
- Sokół
- Czajka
- Pelikan - na kołach 16 calowych
- Flaming – na kołach 20-calowych
- rowery z serii „Jubilat” – na kołach 24-calowych (Jubilat 2, Jubilat 3)
- rowery z serii „Wigry” (Wigry 2, Wigry 3, Wigry 4, Wigry 5)
- Zenit - wielobiegowa wersja Jubliata

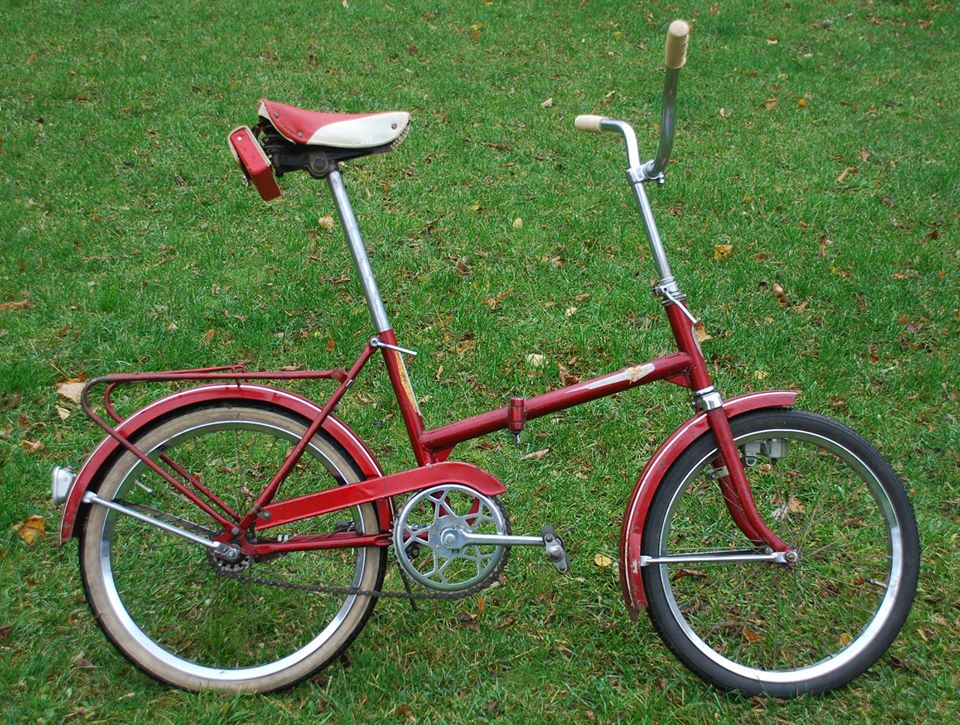
Romet Karat
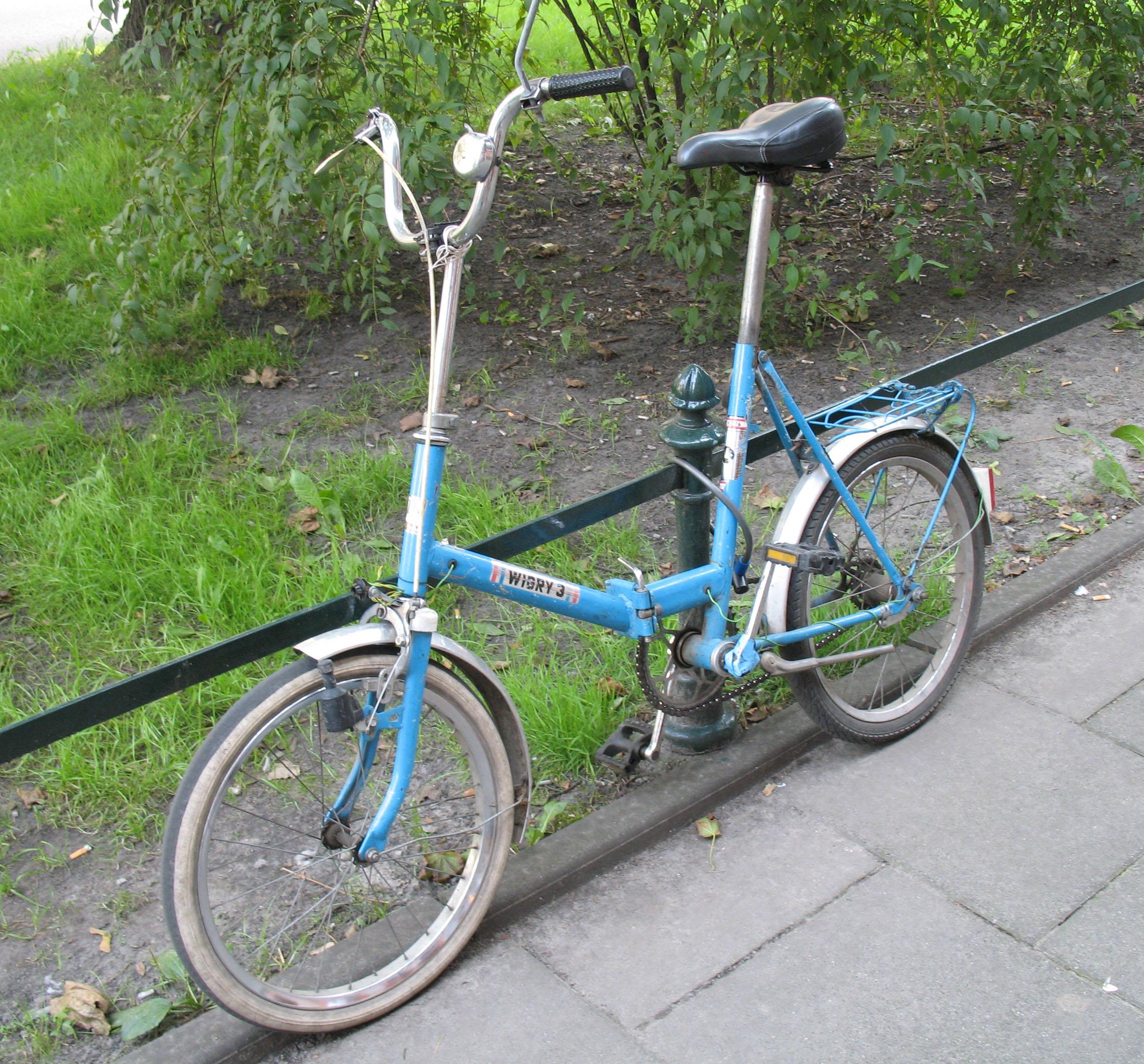
Romet Wigry 3
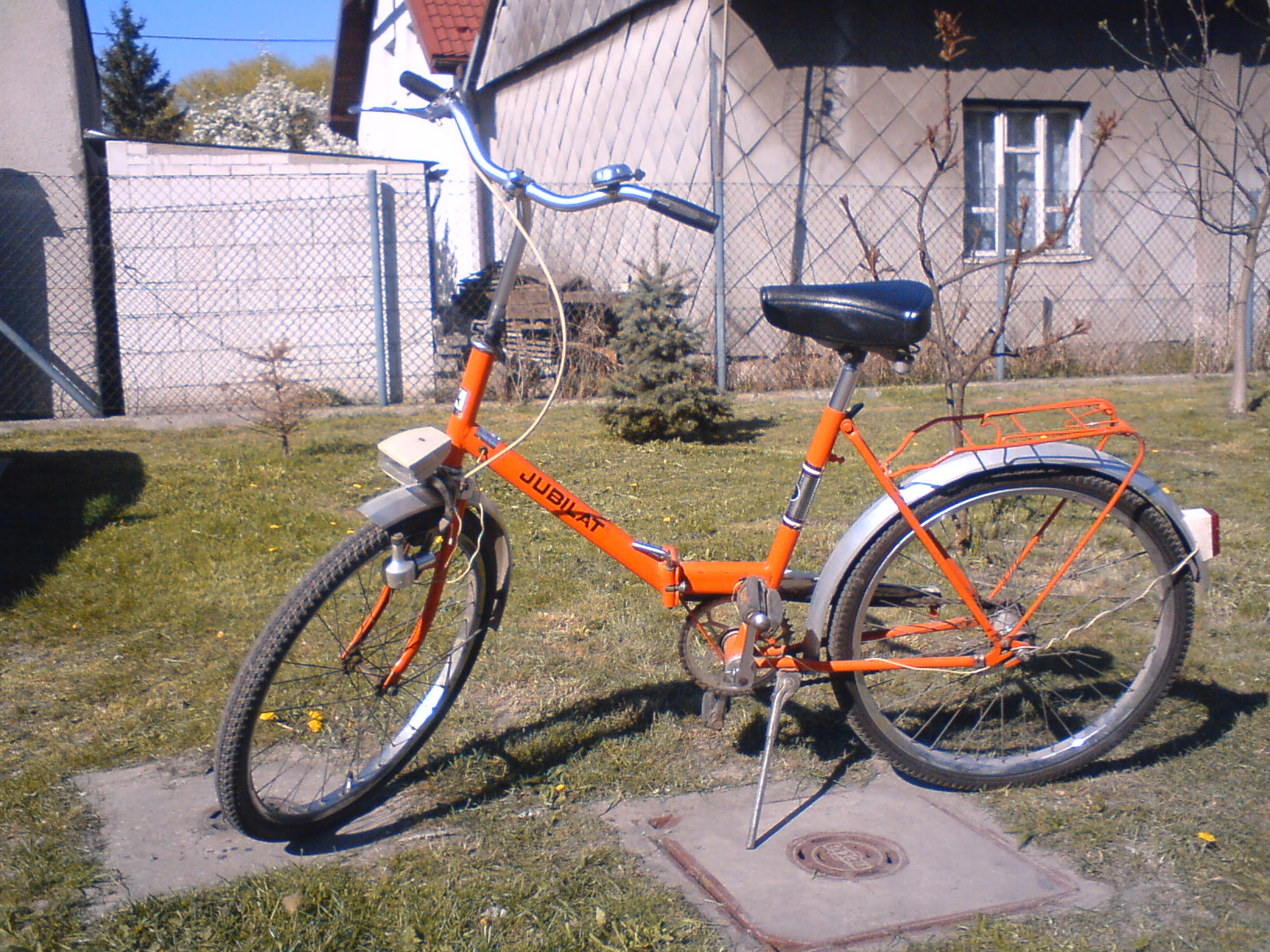
Romet Jubilat